# Teutaros
Teutaros – postać wzmiankowana w mitologii greckiej. Scytyjski pasterz (wolarz), według niektórych przekazów opiekun Heraklesa. Gdy Amfitrion odesłał młodego herosa na wieś, to od Teutarosa Herakles miał się nauczyć sztuki strzelania z łuku - jednak dużo częściej przypisuje się tę rolę Eurotosowi lub Radamantysowi. 